# Найдин, Владимир Львович
Владимир Львович Найдин (14 ноября 1933, Москва — 14 января 2010, там же) — советский и российский врач-нейрореабилитолог, один из основателей российской школы нейрореабилитации. Доктор медицинских наук (1976), профессор. Заведующий отделением нейрореабилитации НИИ нейрохирургии им. Н. Н. Бурденко. Заслуженный врач Российской Федерации. Писатель.

## Биография
В 1955 г. окончил Институт физической культуры. Служил в рядах Советской армии. В 1962 г. окончил 1-й Московский медицинский институт им. И. М. Сеченова. Считал своим учителем Маргариту Вильгельмовну Куреллу, специалиста по лечебной физкультуре.

## Научная деятельность

### Избранные труды
Источник — Электронные каталоги РНБ
- Коган О. М., Найдин В. Л. Медицинская реабилитация в неврологии и нейрохирургии. — М.: Медицина, 1988. — 303 с. — 20 000 экз. — ISBN 5-225-00183-1.
- Найдин В. Л. Десять тысяч шагов к здоровью. — М.: Физкультура и спорт, 1978. — 128 с. — (Физкультура и здоровье). — 100 000 экз.
  - . — 3-е изд. — Минск: Полымя, 1985. — 94 с. — 127 000 экз.

## Творчество
Писал прозу и публиковался с 1974 года (журналы «Знание — сила», «Дружба народов», «Наука и жизнь» и др.). Сохранил традиции чеховского лаконизма и пушкинского стилистического благородства.

### Избранные сочинения
Источник — Электронные каталоги РНБ
- Найдин В. Л. Вечный двигатель : рассказы врача. — М.: РОССПЭН, 2007. — 590 с. — (Содерж.: разделы: Сотвори себя сам; Стриженные головы; Случай из практики; Прикосновение к чуду; Грузинские рассказы; Радости нечаянные). — 1500 экз. — ISBN 978-5-82430-914-0.
- Найдин В. Л. Диагноз : записки врача. — М.: Эксмо, 2010. — 221 с. — (Простые вещи). — 7100 экз. — ISBN 978-5-699-40156-7.
- Найдин В. Л. Интенсивная терапия : записки врача. — М.: Эксмо, 2009. — 509 с. — (Простые вещи). — 5000 экз. — ISBN 978-5-699-35634-8.
  - Интенсивная терапия : записки врача : [рассказы]. — М.: Эксмо, 2011. — 478 с. — (Врачи о врачах. Врачи — о врачах и пациентах). — 4000 экз. — ISBN 978-5-699-52110-4.
- Найдин В. Л. Один день и вся жизнь : рассказы врача. — М.: Т. М. Андреева, 2005. — 255 с. — (Содерж.: разделы: Сотвори себя сам; Стриженые головы; Случай из практики; Прикосновение к чуду; Грузинские рассказы). — 2000 экз. — ISBN 5-94982-018-5.
- Найдин В. Л. Реабилитация : записки врача. — М.: Эксмо, 2009. — 253 с. — (Простые вещи). — 5000 экз. — ISBN 978-5-699-35816-8.
  - . — М.: Эксмо, 2010. — 249 с. — (Простые вещи). — 3000 экз. — ISBN 978-5-699-39630-6.
  - Реабилитация : записки врача : [рассказы]. — М.: Эксмо, 2011. — 282 с. — (Серия: Врачи о врачах. Врачи о врачах и пациентах. Содерж.: рассказы: Морис; Американка; Бакинский завтрак; Наум; Новый костюм; Плоский затылок; Турист; Фотограф; Чугунная ванна; Ленин к Ленину; Скрипка и немножко нервно). — 4000 экз. — ISBN 978-5-699-53019-9.
- Найдин В. Л. Реанимация : записки врача : [рассказы]. — М.: Эксмо, 2008. — 285 с. — (Серия «Простые вещи». Содерж.: Записки врача ; Секс: радости и проблемы). — 3100 экз. — ISBN 978-5-699-30084-6.
  - . — М.: Эксмо, 2009. — 285 с. — 3000 экз. — ISBN 978-5-699-30084-6.
  - Реанимация : записки врача. — М.: Эксмо, 2011. — 253 с. — (Pocket book). — 3000 экз. — ISBN 978-5-699-51604-9.
  - Дорогой товарищ Альцгеймер : записки врача. — М.: Эксмо, 2012. — 313 с. — (Врачи о врачах. Врачи о врачах и пациентах. Ранее кн. выходила под назв. «Реанимация. Записки врача»). — 3100 экз. — ISBN 978-5-699-54849-1.

См. также:
- Владимир Найдин в «Журнальном зале»